# Préverenges
Pour l’article ayant un titre homophone, voir Préveranges.
Préverenges est une commune suisse du canton de Vaud, située dans le district de Morges.

## Situation et description
Préverenges est située au bord du Léman, à 9 km du centre de Lausanne et à 55 km de Genève. L'altitude de la commune varie de 372 m (au niveau du lac)  à 433 m (au sommet du Monteiron). Le centre du village est situé à 403 m d'altitude. La commune a une superficie de 1,89 km2, à laquelle s'ajoutent 8,3 km2 appartenant au Léman. Elle est traversée par la route du lac (route principale 1) qui prend sur son territoire le nom de rue de Genève. Les autres accès à la commune sont la route de la Gracieuse et l'avenue de la Gare depuis Lonay, la route de Denges depuis Denges.
Au nord de la route de Genève se trouvent notamment l'église protestante, la chapelle catholique, la route d'Yverdon (le long de laquelle se trouvent plusieurs commerces). Dans la toute proche rue de Lausanne, on trouve le bâtiment de l'administration communale.
La gare de Lonay-Préverenges se situe dans la commune de Lonay, à un kilomètre du centre de Préverenges. Elle est desservie par le réseau express régional vaudois.

## Hydrographie
Préverenges se situe au bord du Léman et possède une plage de sable (à l'est) et une de galets (à l'ouest). La commune est longée à l'est par la Venoge, qui marque sa frontière avec Saint-Sulpice, et à l'ouest et au nord-ouest par le Bief qui sépare la commune de celles de Morges et de Lonay.

## Patrimoine naturel
La plage de sable, au bord du Léman, longue de 500 m, est un des attraits touristiques de la commune,. Bordée de peupliers, elle attire quotidiennement chaque été des centaines de baigneurs. L'île aux oiseaux, jetée et îlot artificiels créés en 2002 à l'embouchure de la Venoge, à l'extrémité est de la plage, attire chaque année des milliers d'oiseaux (Courlis cendrés, Bécasseaux sanderling, Échasses blanches, Petits gravelots, etc.).

## Patrimoine bâti

### Église
L’église médiévale, anciennement paroissiale Saint-Pierre, est devenue temple réformé à l’époque bernoise, annexe de Lonay. Préverenges, ruinée par les nombreuses épidémies de peste qui ont touché la région entre 1420 et 1528 et par les pillages des Bernois lors de leur première conquête du Pays de Vaud en 1475, n'a pas les moyens de l'entretenir et le temple, laissé à l'abandon durant près de deux siècles, tombe en ruine. En 1791, la commune souhaite y disposer d’« une grande salle chauffée, qui servirait l’hiver pour les réunions de la commune, le catéchisme, l’école et les prières du dimanche et du vendredi ». Elle charge donc le Maître maçon morgien Pierre François Recordon de procéder à une importante refonte de l’ancien lieu de culte, en construisant en annexe un bâtiment communal, l’ensemble étant abrité derrière une nouvelle façade principale qui unifie le tout. Les plans sont probablement l'œuvre du Dr Jean-François Muret, architecte amateur, alors propriétaire du château. Les travaux débutent en mai 1791, la charpente est en place quatre mois plus tard et la façade est terminée l'année suivante. Le clocheton en molasse, œuvre du Maître maçon Charles Simon, est construit en 1841 ; le charpentier Charles Paquier se charge de sa couverture la même année. L'horloge du clocheton, provenant de Morez (France), est achetée en 1895. La commune profite des travaux liés à sa pose pour installer une nouvelle cloche. L'intérieur de l'édifice est restauré en 1930 et en 1963 et la façade est simplifiée en 1958. Deux vitraux, créés par le peintre Charles Clément, sont posés aux fenêtres nord en 1960,.
La façade du temple est un exemple de l'architecture jésuite en vogue au XVIIIe siècle : elle possède un clocheton axial, un large pignon à ailerons à peine incurvés et appuyés au clocher, et des ouvertures symétriques, à savoir deux portes coiffées d’une corniche et surmontées d’un œil de bœuf. Malgré l’apparente unité de cette structure, seule une des portes donne en fait accès au temple, l’autre sert d’entrée au bâtiment communal annexe.

### Bâtiment de l'administration communale
Cette grande maison de maître à la façade classique est construite en molasse entre 1780 et 1790 pour la famille Muret. Elle abrite également à l'origine un pressoir. Elle passe dans les mains de Henry Daniel Capt en 1837, est réparée en 1844 et est transformée plusieurs fois. L'édifice devient le siège de l'administration communale en 1991.

### Auberge de l'Étoile
Le bâtiment, construit en 1797, appartient à François Samuel Delarageaz, père de Louis-Henri Delarageaz qui y naît en 1807. Il abrite dès 1811 une auberge qui est nommée À l'enseigne de l'Étoile d'Or en 1846. Elle est exploitée depuis 1864 par Jules Besson. En 1917, l'établissement, qui n'appartient plus à la famille Delarageaz, est en faillite ; la commune décide de le racheter. L'auberge est conservée et, en outre, accueille dès 1918 les séances du Conseil, les élections et les votations.

### Boulangerie Deriaz
Construite en 1830 par les habitants du village, cette maison abrite alors un four que chacun peut utiliser pour cuire son pain. Le premier étage sert alors de salle du Conseil Général et de salle de bal. L'édifice est transformé en 1919 pour accueillir une boulangerie, puis acquis en 1979 par Jean-Pierre Deriaz. La boulangerie, qui change de propriétaire en 2018, est assortie d'une épicerie et d'un salon de thé,.

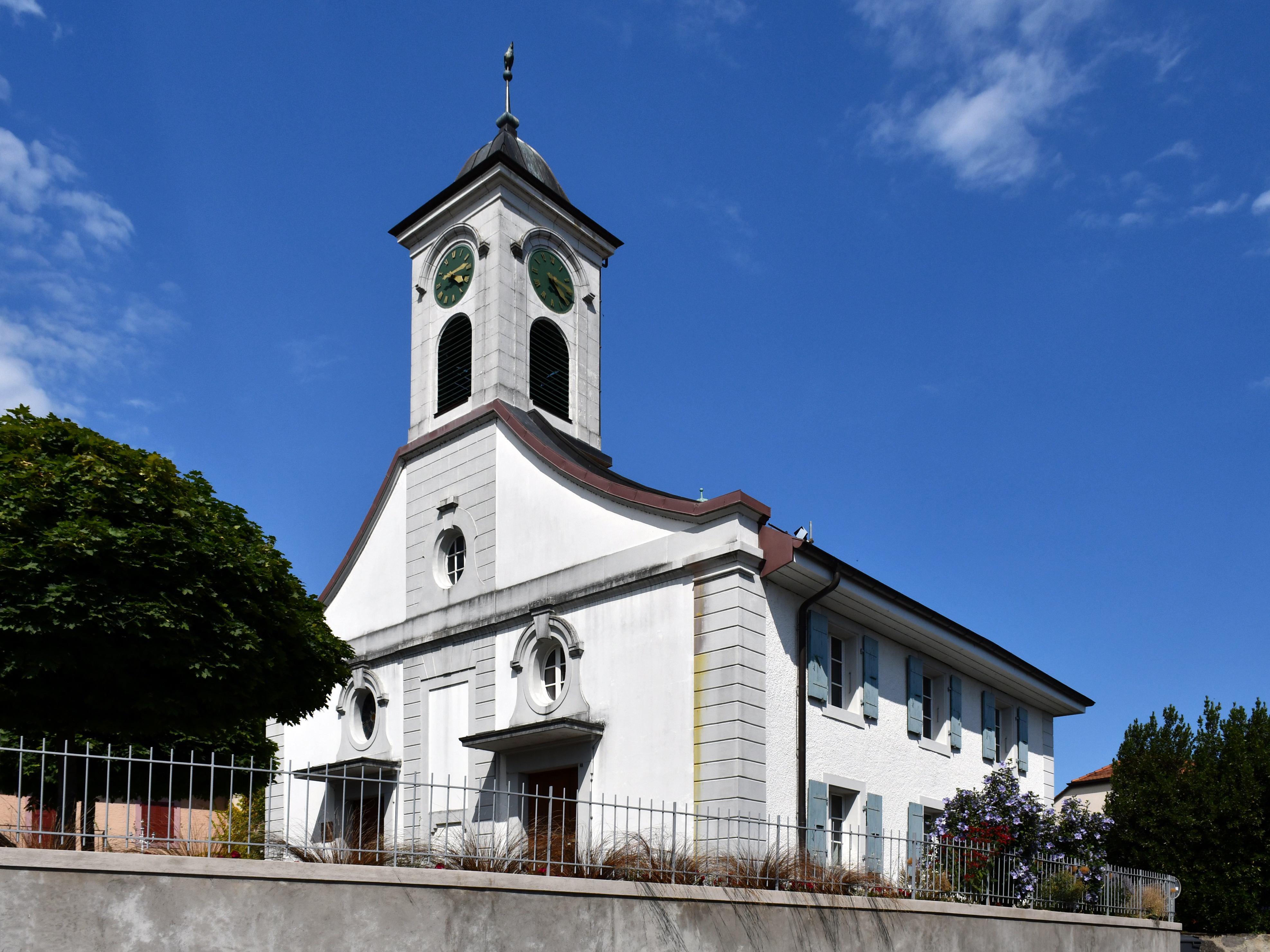
L'église réformée en 2020.
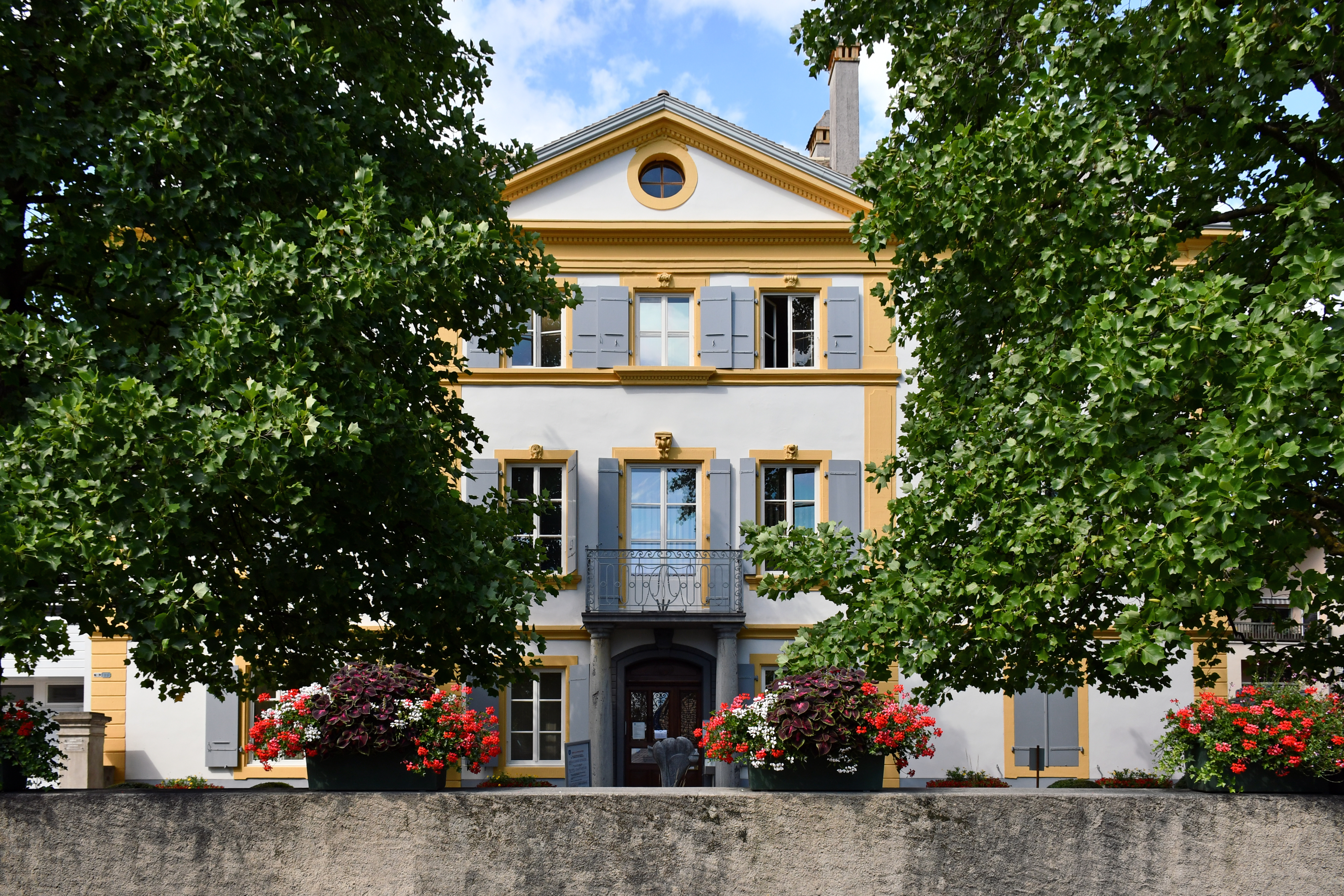
La façade principale du bâtiment de l'administration communale.
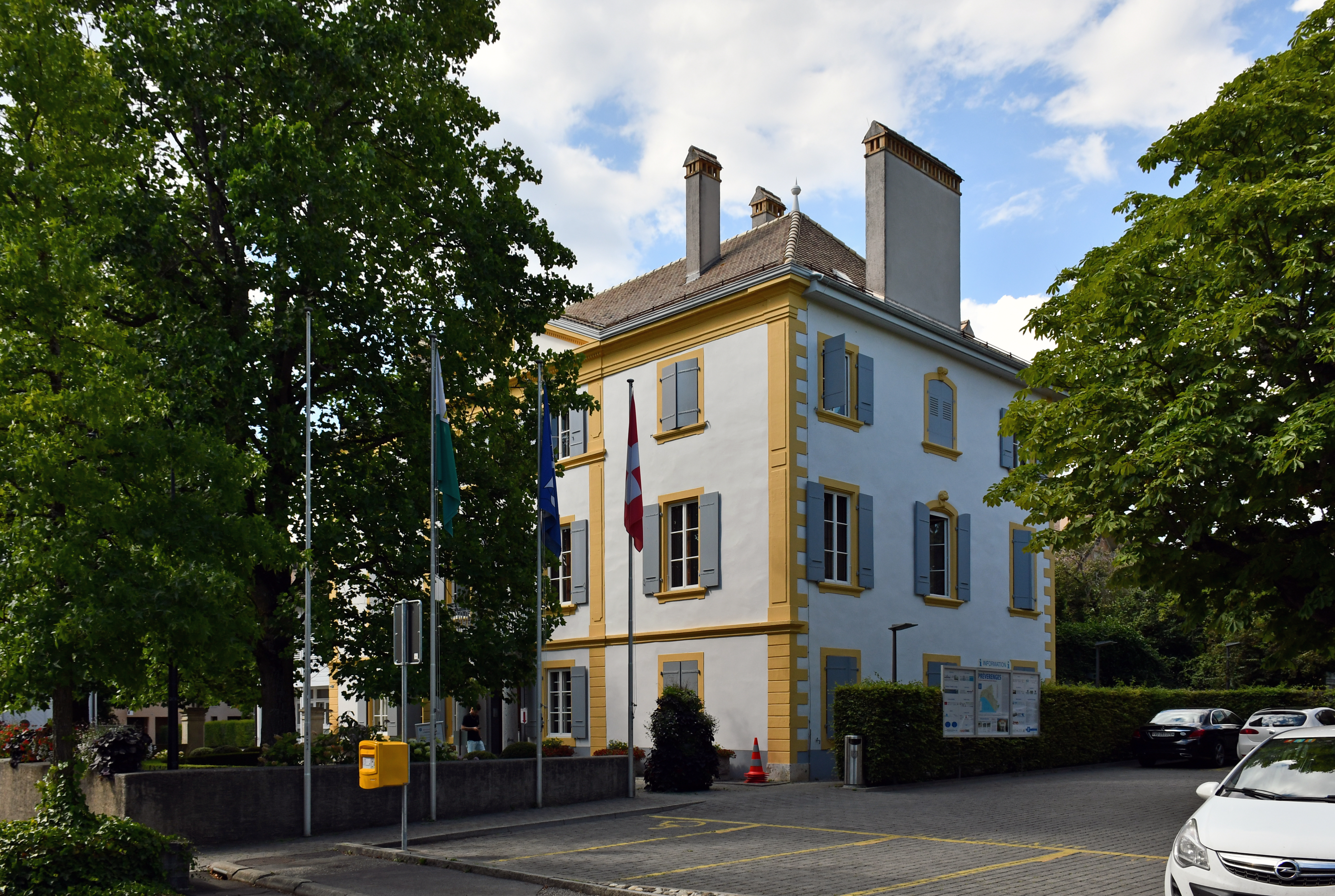
Le bâtiment de l'administration communale vu du sud-est.
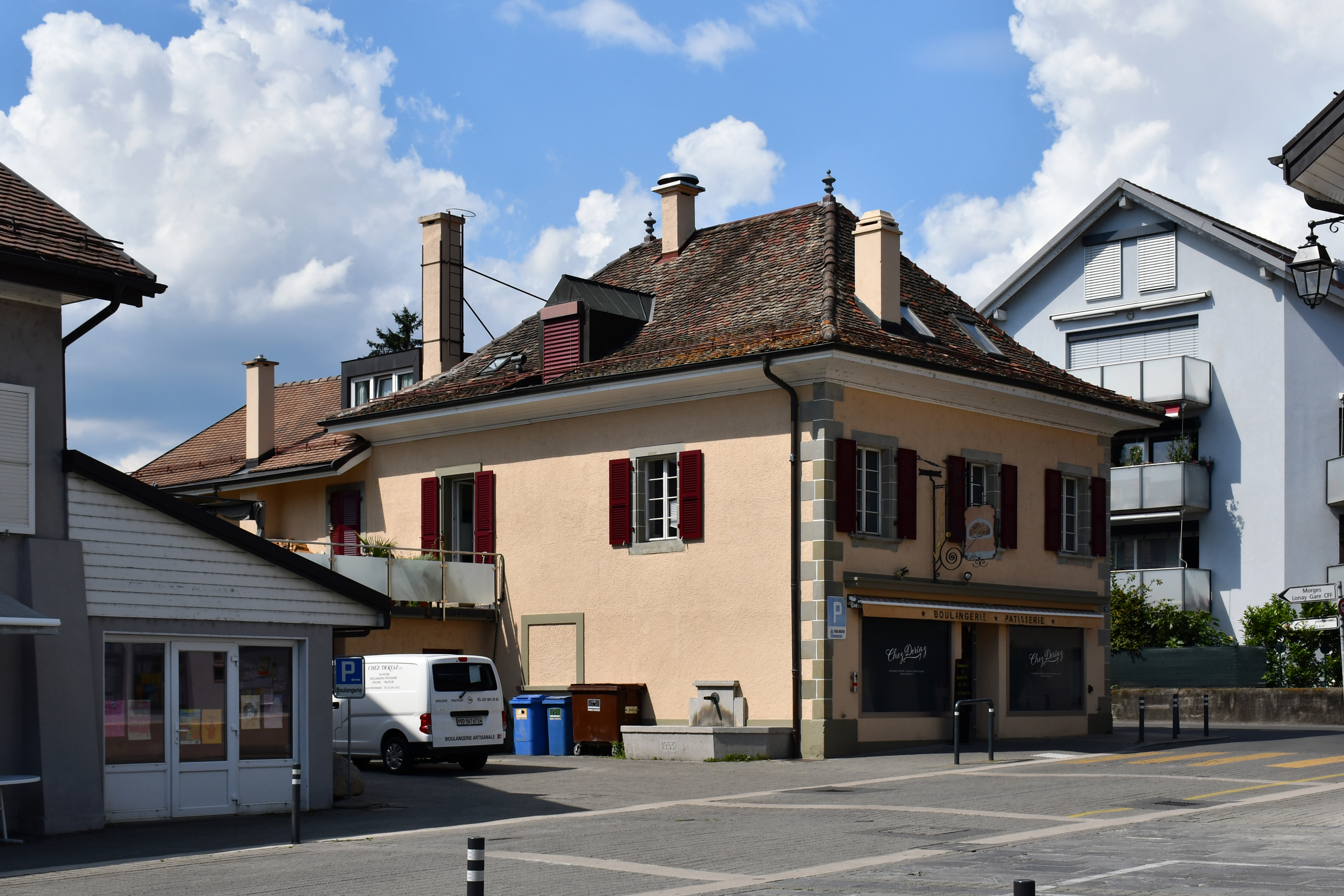
La boulangerie Deriaz.

## Toponymie
Le nom « Préverenges » vient du patronyme « Perwer », ou « Berwer », probablement porté par le propriétaire des terres lors de la colonisation burgonde, vers le Ve siècle. Le suffixe « -enges » est la traduction en français du mot d'origine germanique « -ing », signifiant « lieu où vivait », ou « chez les descendants de ».

## Population et société

### Gentilé et surnom
Les habitants de la commune se nomment les Préverengeois,.
Ils sont surnommés les Defrayguenies (les déguenillés en patois vaudois, les habitants de l'agglomération lausannoise étant autrefois pauvres),.

### Démographie

#### Évolution de la population
Préverenges compte 5 215 habitants au 31 décembre 2023 pour une densité de population de 2 804 hab/km2. Sur la période 2010-2023, sa population a augmenté de 5,5 % (canton : 18,6 % ; Suisse : 9,4 %).  
L'évolution de la population observée entre 1950 et 1980 s'explique par la construction des quartiers de la Taudaz, de Pierraz-Mur, des Mouettes, des Planches, du Trési et des immeubles situés le long de la route de Genève. Celle des 15 dernières années du XXe siècle par la construction échelonnée du quartier des Uttins.

#### Pyramide des âges
En 2023, le taux de personnes de moins de 30 ans s'élève à 33,3 %, au-dessous de la valeur cantonale (34,6 %). Le taux de personnes de plus de 60 ans est quant à lui de 23,9 %, alors qu'il est de 22,5 % au niveau cantonal.
La même année, la commune compte 2 545 hommes pour 2 670 femmes, soit un taux de 48,8 % d'hommes, inférieur à celui du canton (49,1 %).
| Hommes | Classe d’âge | Femmes |
| ------ | ------------ | ------ |
| 0,8    | 90 ans ou +  | 0,9    |
| 8,5    | 75 à 89 ans  | 10,2   |
| 12,4   | 60 à 74 ans  | 14,9   |
| 23,3   | 45 à 59 ans  | 23,1   |
| 19,9   | 30 à 44 ans  | 19,6   |
| 19,0   | 15 à 29 ans  | 17,4   |
| 16,1   | - de 14 ans  | 14,0   |

| Hommes | Classe d’âge | Femmes |
| ------ | ------------ | ------ |
| 0,6    | 90 ans ou +  | 1,4    |
| 6,5    | 75 à 89 ans  | 8,7    |
| 13,5   | 60 à 74 ans  | 14,3   |
| 20,9   | 45 à 59 ans  | 20,9   |
| 22,3   | 30 à 44 ans  | 21,7   |
| 19,6   | 15 à 29 ans  | 17,7   |
| 16,6   | - de 14 ans  | 15,3   |

## Histoire

### Âge du bronze
Durant l'âge du bronze, deux villages lacustres existent à Préverenges. Le premier date du XVIIIe siècle av. J.-C. et le second du XVIIe siècle av. J.-C.,,.

### Moyen Âge
Au XIIe siècle, Turumbert de Baiz et son épouse Constance, issus de la petite noblesse, établis au bord du Léman, font don à l'abbaye cistercienne Sainte-Marie de Molesmes (établie en Bourgogne, et qui a fondé un monastère à Saint-Sulpice) de leurs terres situées entre le Bief et la Chamberonne, dont celles de Préverenges. Le 18 novembre 1156, une bulle du pape Adrien IV est le premier document écrit mentionnant Préverenges ; elle confirme les possessions de l'abbaye de Molesmes sur le territoire de l'évêché de Lausanne, à savoir « le village et l'église de Saint-Sulpice, la chapelle d'Écublens et l'église de Préverenges ». Le 18 juin 1226, l'évêque Guillaume d'Écublens et Aymon II de Faucigny signent à Préverenges un traité concernant le rachat par l'Église de l'avouerie épiscopale de Lausanne, que le seigneur de Fauciny a acheté,.

### Paroisse
Lors de la Réforme, la paroisse de Préverenges, devenue protestante, est rattachée en 1537 à celle de Morges par les Bernois qui ont conquis le pays de Vaud l'année précédente. Elle en est détachée en 1540 pour former une nouvelle paroisse avec les villages de Bremblens, Denges, Échandens et Lonay. Le 1er juin 1956, Préverenges rejoint à nouveau la paroisse de Morges avant de former une paroisse indépendante dès le 22 juin 1969. Quant à la paroisse catholique, elle se sépare de celle de Morges pour former dès 1971 une paroisse autonome avec les communes de Denges, Échandens et Lonay.

### Routes et chemin de fer
La route entre Genève et Lausanne passe par le centre du village, en longeant l'église, jusqu'en 1790, année ou est construit le tronçon évitant le village par le sud. La même année est créé le chemin Neuf, second accès au lac après le chemin de Croix-de-Rive. Le chemin Neuf reste malgré tout réservé aux riverains qui, vu le coût de son entretien, le cèdent gratuitement à la commune en 1916. En 1820, pour élargir la route menant à Lonay, passant par les marais du Bief, la commune désire acheter des terrains bordant le chemin existant. L'opposition de certains propriétaires ralentit les démarches et la nouvelle route ne voit le jour qu'en 1828, assortie d'un pont sur le ruisseau.
En 1846, la Municipalité d'Yverdon invite les communes concernées à une assemblée chargée d'étudier la création d'une voie de chemin de fer entre Yverdon et Morges ou Ouchy. La commune de Préverenges, que le projet n'intéresse pas, n'y participe pas. La ligne, gérée par la Société de chemins de fer Jura-Simplon, entre en service le 1er juillet 1855. En 1890, la Société demande aux communes de Lonay et de Préverenges une participation de 1 000 francs pour la construction d'un abri à la station située entre les deux communes. Préverenges paie 35 % de la somme, réduite à 600 francs.
Le 23 décembre 1965, la ligne de bus entre Lausanne et Morges, qui passe par Préverenges, est créée ; elle est régie par les Transports publics de la région lausannoise.

### Éclairage public
Le 2 janvier 1891, le Conseil Général décide d'installer une lanterne à l'angle sud-ouest de l'école. Un poste d'allumeur de falot est mis au concours. Trois lanternes supplémentaires sont posées les années suivantes et restent en activité jusqu'en 1904. En parallèle, une concession est accordée en décembre 1902 à la Société des forces motrices des lacs de Joux et de l'Orbe pour l'installation de réverbères électriques. Ainsi, 16 réverbères sont installés avant novembre 1904. En outre, en avril 1910, l'éclairage électrique équipe la maison de commune, la salle de l'école, la laiterie et l'appartement de l'instituteur.

### Plage
En 1887, la commune décide de planter 60 peupliers le long de la plage. Des orages en 1878, en juillet 2014 et en août 2019 et des tempêtes en juillet 1934 et août 1959 arrachent certains d'entre eux, qui sont replantés à chaque fois,,. La plage est réaménagée en 2009, avec notamment l'ajout de 17 500 m3 de sable, lui redonnant la largeur que l'érosion lui a fait perdre.

### Héraldique

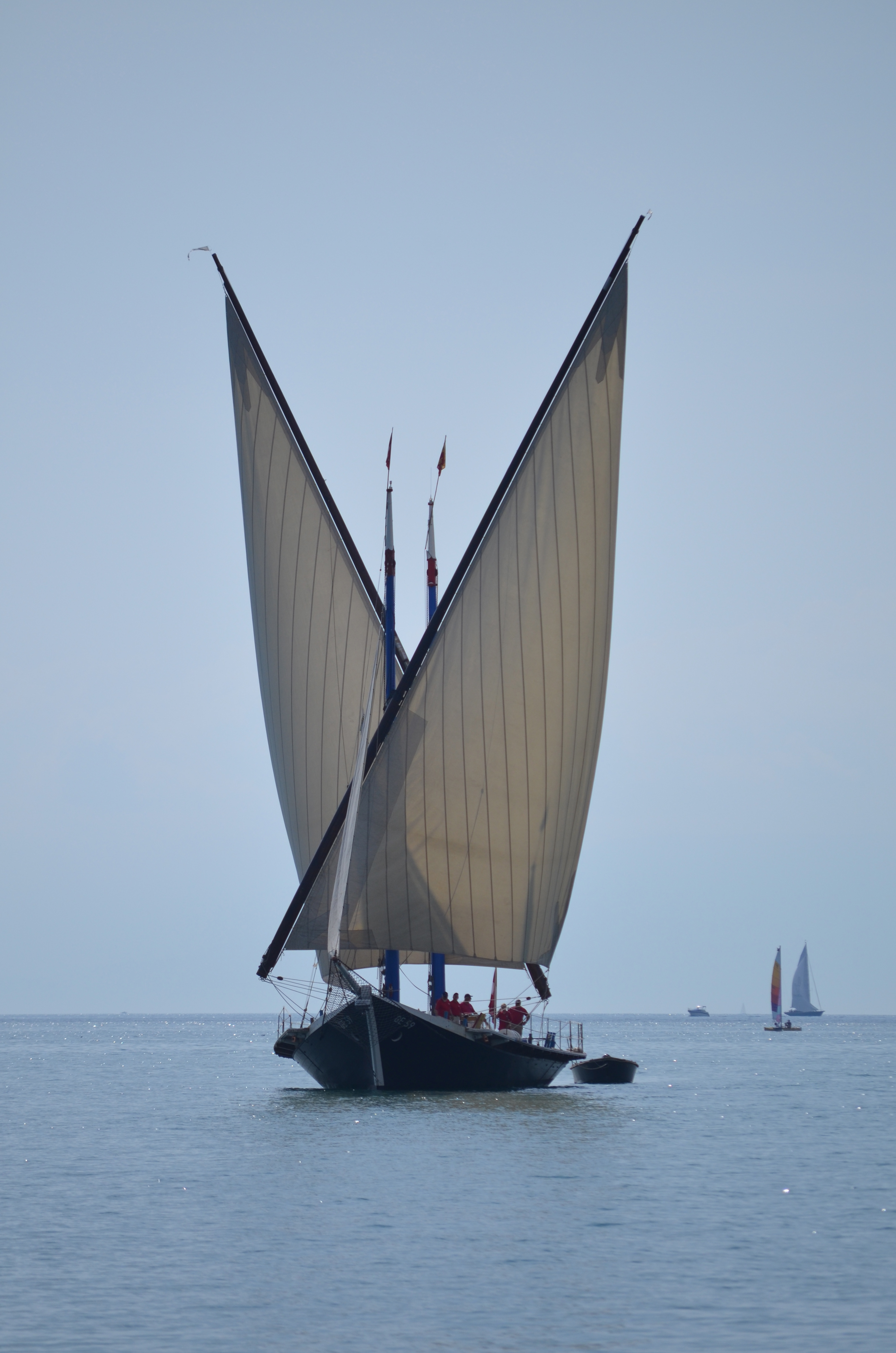
La Neptune, le type de barques qui a servi de modèle au blason de la commune.

L'idée de doter la commune d'un blason est abordée lors de la séance de la Municipalité du 23 juin 1921. Ce n'est que 8 ans plus tard, le 9 décembre 1929, que trois projets sont présentés et qu'est choisi le blason de la commune : d'azur à la barque avec voiles latines, vue de face, d'argent. Ce choix est entériné par la commission cantonale des armoiries en février 1931.
En janvier 2017, la nouvelle loi sur la protection des armoiries de la Suisse et des autres signes publics entre en vigueur. Les Archives cantonales possèdent un document montrant que la voile située à la proue de la barque, sur la version officielle du blason, est orientée vers tribord, contrairement au blason se trouvant sur la plupart des documents officiels et drapeaux de la commune, dont celui ornant la salle du Conseil. La commune est priée de corriger cette erreur, ce qui représente un travail coûteux et fastidieux. La commune prend contact avec les Archives qui admettent que, même si la voile de proue de la barque représentée dans leur document est orientée vers tribord, rien dans la description du blason ne précise la position des voiles. Préverenges obtient gain de cause : le blason le plus utilisé, avec la voile de proue vers bâbord, est officialisé.

### Personnalités liées à la commune
- Louis-Henri Delarageaz (1807-1891), personnalité politique et militaire ;
- Louis-Charles Delarageaz (1837-1906), général et homme politique, fils de Louis-Henri ;
- Vincent Bossel (1996-), auteur et réalisateur de courts-métrages, né à Préverenges.

## Jumelage
La commune est jumelée avec la commune française de Préveranges (Cher).

### Note
1. ↑  À l'époque où la commune ne disposait pas d'employés communaux, elle convoquait des habitants pour effectuer des travaux d'intérêt général appelés « corvées » : remise en état des voies publiques, pose de canalisations voire construction de bâtiments.